# White House (Tennessee)
Pour les articles homonymes, voir White House.
White House est une municipalité américaine située dans les comtés de Robertson et de Sumner au Tennessee. Lors du recensement de 2010, sa population est de 10 255 habitants.

## Géographie
White House est située à environ 50 km au nord de Nashville, à laquelle elle est reliée par l'autoroute (Interstate 65).
D'après le Bureau du recensement des États-Unis, la municipalité s'étend en 2010 sur une superficie de 10,99 milles carrés (28,46 km2), dont 6,27 milles carrés (16,24 km2) dans le comté de Robertson et 4,73 milles carrés (12,25 km2) dans le comté de Sumner. C'est pourtant la partie située dans le comté de Sumner qui est alors la plus peuplée, avec 5 310 habitants contre 4 945 dans le comté de Robertson.

## Histoire
La localité est fondée en 1828 par Richard Stone Wilks, originaire de Virginie. Elle doit son nom à la demeure de Wilks, peinte en blanche, qui servait d'auberge pour les diligences ; cette auberge a notamment accueilli Andrew Jackson,. Détruite en 1951, une réplique accueille le musée de la ville depuis 1986.
White House devient une municipalité en 1921. Elle se trouve alors sur la route entre Louisville et Nashville, qui deviendra la U.S. Route 31. En raison de sa proximité avec Nashville (à 30 minutes) et de ses prix attractifs, White House connaît un important développement au début du XXIe siècle.

## Démographie
La population de White House est estimée à 11 388 habitants au 1er juillet 2016.
Le revenu par habitant était en moyenne de 28 352 dollars par an entre 2012 et 2016, au-dessus de la moyenne du Tennessee (26 019 dollars) mais en-dessous de la moyenne nationale (29 829 dollars), malgré un revenu médian par foyer supérieur (71 415 dollars contre 55 322 dollars). Sur cette même période, seuls 3,3 % des habitants de White House vivaient sous le seuil de pauvreté (contre 15,8 % dans l'État et 12,7 % à l'échelle des États-Unis).